# Pleuroncodes
Pleuroncodes is een geslacht van kreeftachtigen uit de klasse van de Malacostraca (hogere kreeftachtigen).

## Soorten
- Pleuroncodes monodon (H. Milne Edwards, 1837)
- Pleuroncodes planipes Stimpson, 1860